# Comuna Mijricicea, Sudak
Mijricicea (în ucraineană Міжріччя) este o comună în orașul regional Sudak, Republica Autonomă Crimeea, Ucraina, formată din satele Mijricicea (reședința) și Voron.

## Demografie
Componența lingvistică a comunei Mijricicea
     Rusă (81,74%)
     Tătară crimeeană (13,2%)
     Ucraineană (2,81%)
     Alte limbi (0,42%)
Conform recensământului din 2001, majoritatea populației comunei Mijricicea era vorbitoare de rusă (81,74%), existând în minoritate și vorbitori de tătară crimeeană (13,2%) și ucraineană (2,81%).